# Jolietina latimarginata
Jolietina latimarginata is een mosdiertjessoort uit de familie van de Cribrilinidae. De wetenschappelijke naam van de soort is, als Cribrilina latimarginata, voor het eerst geldig gepubliceerd in 1884 door Busk.